# Gräshultasjön
Gräshultasjön är en sjö i Hylte kommun i Småland och ingår i Nissans huvudavrinningsområde. Sjön har en area på 0,0997 kvadratkilometer och ligger 161 meter över havet.

## Delavrinningsområde
Gräshultasjön ingår i det delavrinningsområde (632081-135482) som SMHI kallar för Utloppet av Holmsjön. Medelhöjden är 156 meter över havet och ytan är 13,28 kvadratkilometer. Räknas de 9 avrinningsområdena uppströms in blir den ackumulerade arean 114,28 kvadratkilometer. Färgån (Gussboån) som avvattnar avrinningsområdet har biflödesordning 2, vilket innebär att vattnet flödar genom totalt 2 vattendrag innan det når havet efter 69 kilometer. Avrinningsområdet består mestadels av skog (77 procent). Avrinningsområdet har 1,21 kvadratkilometer vattenytor vilket ger det en sjöprocent på 9,1 procent.